# 長城祝華
長城 祝華（ながしろ のりか、2001年3月8日 - ）は、日本のタレント、女優。東京都出身。スターダストプロモーションで3B junior（旧3B junior）のチーム大王イカにおいてのアイドル活動を経て、少女劇団いとをかしにおいて女優として活動した。現在はエッグスター所属。

## 来歴

### 2013年
- 8月10日、福家書店新宿サブナード店にて行われた『3Bjunior BOOK 2013 summer ～school life～』のイベント第4部に参加。
- 11月9日、AKIBAカルチャーズ劇場で行われた『目指せ東京ドーム!! がんばれ! みにちあ☆ベアーズ vol.43』にて、チーム大王イカのメンバーとして出演。

### 2014年
- 1月4日、グリーンドーム前橋にて行われたイベント『3Bjunior Live Final“俺の藤井”2014』に出演。このライブをもって、チーム大王イカは解散。
他の6人がアイドルを志望する中、長城1人が女優を志望。以後女優としての活動が始まる。
- 7月14日、少女劇団いとをかし結成。音楽ナタリーのニュース記事に、長城のコメントが掲載される。[1]
- 7月17日、少女劇団いとをかしのオフィシャルブログ開始。[2]
- 9月6日・7日、少女劇団いとをかし第1回公演『その日の教室では』に出演。これが女優としての初舞台となる。[3]

### 2015年
- 1月7日、『ふじいとヨメの7日間戦争』の「イエローサミット」にて、同じ少女劇団いとをかし所属の坂井仁香、鮫島彩華と共に3名で前説を担当する。[4]
- 1月23日、少女劇団いとをかしのUstreamに初出演。

### 2016年
- 6月15日、スターダストプロモーションの「理事長」こと藤下リョウジのTwitterにて、「長城祝華には座長を、やって貰おうかと」とのコメントがツイートされ、少女劇団いとをかしの今後の運営方針が明らかとなる。[5]
- 7月8日、第5回公演『46がくれた君のこえ～夏～』の公演概要が発表され[6]、第1回からの全公演出演が、長城1人だけであることが明らかとなる。
- 10月19日、第6回公演のメンバーに選出され、第5回に引き続き座長を務めることが発表される。

### 2017年
- 2月4日・5日、第6回公演『ブのカツのハナシ』の公演の座長を務める。カーテンコールにて、共演メンバーからのサプライズがあり、座長の長城への感謝の意を込めた寄せ書きの色紙が手渡される。

### 2021年
- この年の春頃にスターダストプロモーションを退所しフリーランスとなる。同年12月3日、自身の公式Twitter開設[7]。
- 12月9日未明（8日深夜）にフジテレビで放送された『水曜NEXT!・ヒトなら』にコギャル産業役で出演[8]。
- 12月21日 - 26日にシアターグリーン・BOX in BOX THEATERで行われた、「爆走おとな小学生」第十三回課外授業『ハローハローポピーポピー』にノラ役で出演[9][10]。

## 人物
- 父親と映画を見に行った際にスカウトされたことがきっかけで、スターダストプロモーションに所属。[11]
- チーム大王イカ時代の自己紹介は、「おでこの国からやって来ました。チーム大王イカの不思議ちゃん、長城祝華です！」
- 好きな食べ物は、蕎麦以外の麺類[12]
- 趣味は、読書[11]、球技。
- 特技は、バレーボール[11]、ドッジボール、バトントワリング。[12]
- ラッキーという犬を飼っている[13]。

## 出演
※グループとしての出演および作品は、「チーム大王イカ」を参照のこと。本項目では単独出演のみ

### 舞台
- 少女劇団いとをかし 第1回公演『その日の教室では』（2014年9月6日・7日公演）[3] - 河津英恵（演劇部部長） 役
- 少女劇団いとをかし 第2回公演『ともだちの数え方』（2015年1月31日・2月1日公演）[14] - 国吉優希（元ソフトボール部エース） 役
- 少女劇団いとをかし 第3回公演『シーパー』（2015年9月5日・6日公演）[15]
- 少女劇団いとをかし 第4回公演『シーパー REMAKE』（2016年2月13日・14日公演）[16]
- 少女劇団いとをかし 第5回公演『46がくれた君のこえ～夏～』（2016年9月3日・4日公演）[17]
- 少女劇団いとをかし 第6回公演『ブのカツのハナシ』（2017年2月4日・5日公演）
- 爆走おとな小学生 第十三回課外授業『ハローハローポピーポピー』（2021年12月21日 - 26日公演）[9] - ノラ役
- らぶフォー the stage -DIVINE 爆誕！-（2023年12月21日 - 25日〈予定〉、こくみん共済 coop ホール/スペース・ゼロ） - 星希星 役[18]

### 書籍
- 『3Bjunior BOOK 2013 summer ～school life～』（東京ニュース通信社、2013年） ISBN 978-4863363281
- 『3Bjunior BOOK 2014 summer ～3Bjuniorの夏休み～』（東京ニュース通信社、2014年）ISBN 978-4863364165
- 『School Girls Book 2015 capital side』（東京ニュース通信社、2015年） ISBN 978-4863365025

### テレビドラマ
- グッドパートナー 無敵の弁護士 第5話 （テレビ朝日、2016年5月19日放送）

### CM
- スミタス株式会社「BLUE ROOM」（2016年3月29日 - ）
  - スミタスWEBムービー 「#1　スミタス、はじまる。」
  - スミタスWEBムービー 「#2　買い方も、Designする。」
  - スミタスWEBムービー 「#3　スミタスは、なんでも知っている。」
  - スミタスWEBムービー 「#4　建て方も、Designする。」
- ソフトバンク「パレードにかける思い」篇（2016年1月28日 - ）
- 株式会社NTTドコモ「Style’20　通信と健康」篇（2016年12月16日 - ）

### ミュージックビデオ
- Hilcrhyme『蛍』 ミュージックビデオ（2012年）[19]